# Bajo un mismo rostro (película de 1962)
 Bajo un mismo rostro  es una película argentina del género de drama filmada en blanco y negro dirigida por Daniel Tinayre con guion de Silvina Bullrich según la novela "Les filles de joie", de Guy des Cars, que se estrenó el 19 de septiembre de 1962 y que tuvo como protagonistas a Mirtha Legrand, Silvia Legrand, Jorge Mistral y Mecha Ortiz. Última película en la que actúa Haydeé Larroca, madre de las actrices Claudia y Nora Cárpena.

## Sinopsis
Dos hermanas físicamente iguales pero que llevan vidas diametralmente opuestas.

## Reparto
- Mirtha Legrand (Inés Després)
- Silvia Legrand (Sor Elisabeth)
- Jorge Mistral ( Teniente coronel Jaime Alonso)
- Mecha Ortiz (Madre Superiora)
- Ana Luisa Peluffo (Susana)
- Ernesto Bianco (Jorge Vernier / Bob)
- Wolf Rubinsky (Inspector Maldonado)
- Noemí Laserre
- Rodolfo Onetto (Comodoro Miguel Morales)
- Haydée Larroca (Sor Encarnación)
- Maurice Jouvet (Hombre en bar)
- Cayetano Biondo (Don Mario)
- Aída Villadeamigo
- Eduardo Muñoz
- Celia Geraldy (Sor Eloísa)
- Carmen Giménez
- Maruja Lopetegui
- Semillita
- Zulma Grey
- Josefa Goldar
- Orestes Soriani
- Ricardo Florenbaum
- Héctor Fuentes
- Esther Velázquez
- Luis E. Corradi
- Anita Larronde
- Olga Walk
- Beba Lorena
- Martha Atoche
- Héctor Malamud (Extra)
- Fernando Siro (Doblaje de Jorge Mistral)